# François Bellec
Pour les articles homonymes, voir Bellec.
François-Paul-Albert-Robert Bellec, né à Brest le 24 novembre 1934, est un contre-amiral, écrivain et peintre français.

## Biographie
Entré à l'École navale en 1954, tout en suivant les cours de École des Beaux-Arts de Paris, François Bellec poursuit une carrière atypique d'officier de marine occupant des affectations sur mer et sur terre, de peintre à travers les mers jusqu'au décret du président de la République du 7 décembre 1979 qui le fixe à Paris, détaché pour y entreprendre une nouvelle carrière de conservateur, comme directeur du musée national de la Marine, et développe ses établissements bretons du château de Brest et de la citadelle de Port-Louis entre 1980 et 1997. C'est également en 1980, qu'il devient président de l'Association des Peintres Officiels de la Marine.
Il est peintre officiel de la Marine depuis 1975, membre fondateur en 2003 et secrétaire général de l’association Les Écrivains de marine, membre de l'Académie de marine, de l'Académie des sciences d'outre-mer, sociétaire de la Société nationale des beaux-arts, administrateur de la Société de géographie, membre de la Société des explorateurs, membre du comité directeur de l'Association des écrivains de langue française, membre de l'association des écrivains combattants, administrateur-trésorier de l'Institut océanographique de Monaco-Fondation Albert Ier de Monaco, membre du Yacht-club de France et vice-président de la Fédération des salons historiques.
Il réalise douze films vidéo sur l'histoire maritime. Il a écrit une vingtaine de livres, contribué a une trentaine d'ouvrages collectifs et encyclopédiques et de nombreux articles sur l'histoire de la navigation, des découvertes, l'exploration du monde, la peinture d'inspiration maritime et les gens de mer, dont plusieurs ont été traduits en allemand, américain et portugais. Il est l'auteur de nombreuses conférences sur la mer et l'art en France et à travers le monde, en particulier aux États-Unis, en Russie, en Chine, en Thaïlande, en Indonésie et en Australie.
Familier des ports bretons qu'il connaît depuis les dernières années de la voile au travail, il est répertorié dans le dictionnaire Bénézit.

## Carrière professionnelle
Pendant ses études secondaires, il suit le cours de Jean Lachaud à l'École des beaux-arts de Brest. Il reçoit le premier prix de peinture en 1947. De 1954 à 1956, il est élève de l'École navale.
En 1956, il est nommé enseigne de vaisseau. Dès 1960, il commence à exposer régulièrement aux salons de Bretagne et aux Salons de la Marine où il reçoit les félicitations du ministre de la Défense. En 1962, il est promu lieutenant de vaisseau. Sa première exposition a lieu en 1966 à Brest. Il devient commandant du patrouilleur La Dunkerquoise en 1969.
En 1970, le musée néocalédonien expose ses esclaves à Nouméa. Il est promu capitaine de corvette en 1973 et la même année, il reçoit le commandement de l'escorteur rapide Le Bourguignon. En 1975, il devient capitaine de frégate, et il est nommé chef de cabinet du préfet maritime de la 2e région maritime.
Entre 1975 et 1983, il est peintre agréé de la marine. Il dirige et renouvelle la revue Ponant à Brest. Il peint des panneaux décoratifs pour dix unités de la marine nationale. En 1977, il est nommé commandant de l'aviso escorteur Doudart de Lagrée. En 1979, il est nommé à l'état-major de la Marine.
De 1980 à 1998, il exerce les fonctions de directeur du musée national de la Marine. En 1980, il est invité d'honneur du Salon des armées. Il est promu capitaine de vaisseau en 1981. Il est admis  en 1987 à la Société nationale des beaux-arts en qualité de sociétaire. Il est élu membre étranger associé de la section Arts-Lettres-Sciences de l'Académia de Marinha du Portugal en 1988 et la même année, il est élu président de l'association des Peintres officiels de la Marine française. Il devient peintre titulaire des armées (marine) en 1989 .
Il est promu contre-amiral en 1990. Il reçoit en 1992 le prix Renaissance des arts. Il est élu membre de la section Histoire-lettres et arts de l'Académie de marine en 1993 en remplacement de Roger Chapelet. Il reçoit le prix Arts, sciences et lettres en 1994. Il conçoit le monument aux morts de l'AEN à l'École navale en 1995. Il est élu membre du comité de la Société nationale des Beaux-Arts en 1996 et en 1997, il est élu membre du comité culturel de la commission française de l'Organisation des Nations unies pour l'éducation, la science et la culture et il devient membre titulaire de la 5e section Enseignement-littérature-archéologie-Beaux-arts de l'Académie des sciences d'Outre-mer en remplacement de Bernard Zehrfuss, secrétaire perpétuel de l'Académie des Beaux-arts. En 1998, il conçoit la crypte du souvenir à l’École navale et devient membre de la Commission supérieure des monuments historiques. Il est également élu président d'honneur de l'Association des Peintres officiel de la Marine et il devient administrateur-trésorier du Musée océanographique de Monaco. En 1999, il réalise à Djibouti un panneau décoratif dans la résidence du commandant des forces françaises.
Il devient vice-président de l'Académie de marine en 2000. Il reçoit le prix Pierre Puvis de Chavannes et prix ville de Barbizon en 2001. Une rétrospective lui est consacrée en 2002 au Crédit mutuel de Bretagne et il est nommé vice-président de la Société nationale des beaux-arts. De 2002 à 2004, il est président de l'Académie de marine. En 2003, il devient secrétaire général des écrivains de marine puis en 2004, président de la Société nationale des beaux-arts. En 2006, il est président d'honneur du festival Livre et mer et président du jury du prix Livre et mer Henri Queffélec. Il reçoit en 2013 le prix Éric Tabarly du meilleur livre de mer

## Expositions
Durant son mandat au Musée national de la Marine, il est commissaire des expositions suivantes :
- du 13 juin 1985 au 23 septembre 1985 : La généreuse et tragique expédition La Pérouse
- du 12 octobre 1989 au 2 janvier 1990 :  Sillages néerlandais, la vie maritime dans l'art des Pays-Bas
- du 14 mai 1992 au 13 septembre 1992 : Pierre Alechinsky
- du 15 septembre 1994 au 4 décembre 1994 : Mizu
- du 15 février 1996 au 22 avril 1996 : Jean Le Merdy
- du 5 mars 1997 au 17 novembre 1997 : Rivières et canaux de France

## Publications
- Jeanne d'Arc, Victor Schœlcher : campagne 1963-1964, dessins de François Bellec, s.l. : s.n., 1964
- Le Château de Brest, Brest : éd. de la Cité, 1978
- La généreuse et tragique expédition de Lapérouse, Rennes, Ed. Ouest-France, 1985
- Océan des hommes, exposition. Paris, Musée de la Marine, 1987. Rennes : Ouest-France, 1987
- Tentation de la haute-mer : les siècles des découvreurs, Paris : Seghers, 1992
- Le Livre de l'aventure maritime, Paris, Philippe Lebaud, 1995
- Pécheur d'espoir au Sénégal, De l'Atelier, 1996
- Le livre des terres inconnues, journaux de bord des navigateurs (XVe – XIXe siècles), Paris : Le Chêne, 2000
- La France des gens de mer, 1900-1950, [Paris], Le Chêne, 2001
- Tragédies de la mer : les mythes et l'histoire, Le Félin, 2002
- Carnets de voyage des peintres de la marine, Rennes, Ouest-France, Marine nationale, 2002
- Marchands au long cours, [Paris], Le Chêne, 2003
- Gens de France, Le Chêne, 2004
- De la royale à la marine de France, Paris, de Monza, 2004
- Lucien Victor Delpy : voyages et marines, Brest : Éditions du Télégramme, 2005
- La voile : citadelle du château d'Oléron, dir. pub. François Bellec, Paris, Musée national de la Marine, s.d.
- La Pêche en Bretagne, Le Télégramme, 2006
- Vanikoro : sur les traces de Lapérouse, [Paris] : Gallimard, 2006
- Les Esprits de Vanikoro : le mystère Lapérouse, Gallimard, 2006
- Tragédies de la mer-les mythes et l'histoire, oxus, 2007
- Arsenaux de marine en France, Chasse-Marée, 2008
- Les Sauveteurs : histoire folle et raisonnée du sauvetage en mer, Chasse marée, 2008
- Carnets de voyages des peintres de la marine, Ouest-France, 2008
- Concarneau et les peintres de la mer, Chasse marée, 2009
- La France des gens de mer : 1900-1950, Le Chêne 2010
- L'Arbre de nuit, JC Lattès, 2012
- Datura, JC Lattès, 2014
- Le testament de Lapérouse, JC Lattès, 2015
- Histoire universelle de la navigation, de Monza, 2016
- Lapérouse , Tallandier, 2018
- Dumont d'Urville, Tallandier, 2019
- Bellot, Tallandier, 2020
- Les Peintres officiels de la Marine d'hier à aujourd'hui, Locus Solus, 2023

### Contributions
- L’Affaire de La Méduse (texte de François Bellec), Paris, Musée de la Marine, 1981, 22 p., in-8°. — Catalogue de l’exposition qui s’est tenue au Musée de la Marine du 14 mai au 21 juin 1981.
- Le Voyage de La Favorite, 1830-1832, François Bellec, préf., Arcueil, Anthése-livre soldes, 1992
- François Bellec, Rogério d'Oliveira, Hubert Michéa, Nefs galions et caraques dans l'iconographie portugaise du XVIe siècle, Paris, Ed. Chandeigne, 1993
- Bruneau de Rivedoux, Histoire véritable de certains voyages périlleux et hasardeux sur la mer (1599), François Bellec, préf., Paris, Les éditions de Paris, 1995
- François Bellec, Dirk Böndel, Schiffart und kunst in Frankreich, Hambourg, Schiffarts-Verlag Hans, 1987
- Jean Gondet, Le comte de Grasse : vie et carrière d'un grand marin, François Bellec, préf., Grasse, Ville de Grasse, 1988
- Laurent Manœuvre, Louis Garneray, 1783-1857 : peintre. Écrivain. Aventurier, François Bellec, préf., Arcueil : Anthèse, 1997
- François Jacquin, De Constantinople à Tahiti. Seize ans d'aquarelles autour du monde 1840-1856 : en suivant René Gillotin. François Bellec, préf., Paris, Ed. Karthala, 1997
- Les marines de la Varende, François Bellec, préf., Saint-Grégoire, La Découvrance, 1995
- Alain Boulaire, François Bellec, Émilie Leturq [et al.], Histoire de la Marine, Toulouse, Milan, 2005
- Jean-Michel Barrault, François Bellec, Didier Decoin [et al.], Nos marins, Éditions des équateurs, 2005.
- Guy Bernardin, Pot-pourri au Cap Horn, François Bellec, préf., Paris, Buchet-Chastel, 1993
- François Bellec, Yann Le Pichon, Michel Tripier, La Mer sous le regard des peintres de la marine, Paris, Berger-Levrault, 1988.
- Les Terres-neuvas (avec Anita Conti), Le Chêne, 2004  (ISBN 2842775422).
- La Mer : terreur et fascination, Bibliothèque nationale de France (collectif), 2004.
- La Baie de saint-vaste-la-hougue (en collaboration), 2010.
- François Bellec (préface), Jean-Pierre Chopin (avant-propos), Alain Souchon, Philippe Lejeune, Nicolas Vial, Xavier Debeaurain, Hélène Queuille, Jeanne Maillet, Philip Plisson, Indira Gandhi, Jean-Gabriel Montador, Daniel Gallais, Hélène Legrand, Irène Frain, Nadine Le Prince, Jean Avy, Jean-Paul Sartre, Anne Smith, Patrice de la Perrière (textes), Joël Cadiou (photographies), Michèle Battut, Atelier 80, Paris / Graph'Imprim, Créteil, 2020.
- La mer pour aventure, Collectif des Écrivains de Marine, Points, 2020

### Catalogues d'exposition
- Albert Brenet, peintre reporter : exposition. Paris, Musée de la Marine. 1991. François Bellec, préf., Rennes, Paris, ED. Ouest-France, Edilarge, AAMM, 1991
- Mizu : exposition. Paris, Musée de la Marine, 1994, François Bellec, préf. Paris, Musée de la marine Compagnie des Arts de Beaune, 1995
- Quand voguaient les galères : exposition. Paris, Musée de la Marine. 1990-1991, François Bellec, préf., Paris, AAMM, 1990
- François Bellec, M. Bosscher, Antoon Erftemeijer, Sillages néerlandais. La vie maritime dans l'art des Pays-Bas : exposition. Paris, Musée de la Marine. 1989-1990, Zutphen, De walburg Pers, 1989
- Luc-Marie Bayle : exposition. Paris, Musée de la Marine. 1995, François Bellec, préf., Paris, AAMM, 1995
- Yves Bonnefoy, Alechinsky, les traversées : exposition. Paris, Musée de la Marine. 1992, François Bellec, postface, s.l. : Fata Morgana, 1992
- Lucien-Victor Delpy 1898-1967 : exposition. Intro., François Bellec, Marine Delpy, s.l. : s.n., 1998
- Xavier Billecocq, Charles Fouqueray, un peintre en Arabie Saoudite (1917-1924) : impressions et couleurs, Jacques Chirac, préf., avant propos de François Bellec, Paris : Collections relations internationales et culture, 1998
- Cristina Baron, François Bellec, Marjolaine Mourot, [et al.], Les peintres de la Marine, une invitation aux voyages... : un été à Sédières, 2006, un festival de découvertes, s.l. : Conseil général de la Corrèze, 2006
- François Bellec, François Beaudouin, Art dans la Marine - Exposition, 13 novembre 1981-14 février 1982, Paris, Le Louvre des antiquaires, 1981
- François Bellec, Les sauveteurs : histoire folle et raisonnée du sauvetage en mer, Douarnenez, Chasse-marée, 2008

## Décorations
- Chevalier de la Légion d'honneur[Quand ?]
- Grand officier de l'ordre national du Mérite
- Croix de la Valeur militaire
- Chevalier de l'ordre du Mérite maritime
- Officier de l'ordre des Arts et des Lettres
  - Chevalier en 1987[3]
- Médaille commémorative des opérations de sécurité et de maintien de l'ordre
- Commandeur de l'ordre pro Merito Melitensi de l'ordre souverain de Malte
- Médaille navale de Vasco da Gama